# Hôtel d'Aumont
Pour les articles homonymes, voir Aumont.
Ne doit pas être confondu avec l'hôtel d'Aumont de Josselin.
L’hôtel d'Aumont est un hôtel particulier situé rue de Jouy, dans le 4e arrondissement de Paris, au sud du quartier du Marais. Il est depuis 1959 le siège du tribunal administratif de Paris.

## Histoire
Au début du XVe siècle, l'emplacement actuel de l'hôtel était occupé par une propriété à l'enseigne du Dé appartenant aux Cousinot, famille de magistrats.[réf. nécessaire]
En 1619, Michel-Antoine Scarron, conseiller du roi, oncle du poète burlesque Paul Scarron et futur beau-père d'Antoine d'Aumont de Rochebaron, acquiert le bâtiment.[réf. nécessaire]
Le trouvant trop vétuste, il le fait abattre et le remplace par l'hôtel actuel construit sur les plans de François Mansart. La construction de l'hôtel, commencée en 1631, est achevée en 1649-1650 par l'entrepreneur maître-maçon Michel Villedo.[réf. nécessaire]

### L'hôtel des ducs d'Aumont

Les armoiries des ducs d'Aumont.

En 1648, Antoine d'Aumont de Rochebaron (1601-1669), avait vendu son hôtel de la place royale et le couple s'était installé chez son beau-père. Celui-ci meurt en 1655.
L'hôtel, remanié et agrandi, est décoré par Charles Le Brun et Simon Vouet. Le jardin à la française est probablement dessiné par André Le Nôtre.
Un jardin a été reconstitué de l'hôtel jusqu'au Quai de la Seine.
Des aménagements postérieurs, au début du XVIIIe siècle, subsiste le cabinet neuf qui est actuellement le bureau du président du tribunal administratif.
Quatre autres ducs d'Aumont habitent successivement l'hôtel jusqu'en 1742.
Après la mort, en 1753, de Victoire-Félicité de Durfort-Duras, qu'il avait épousée en 1727, Louis-Marie-Augustin d'Aumont (1709-1782) vend l'hôtel d'Aumont, en 1756.

### Après les ducs d'Aumont (1756-1937)
Plusieurs propriétaires se succèdent alors : Charles Sandrié, entrepreneur des bâtiments du roi, Pierre Terray, procureur général de la Cour des aides jusqu'en 1780. L'hôtel sera vendu par ses héritiers en 1795.
De 1802 à 1824, le bâtiment est loué pour être la mairie du 9e arrondissement de l'époque. Entre 1824 et 1859, l'hôtel d'Aumont héberge des internes du lycée Charlemagne.

L'hôtel d'Aumont en 1981 et en 2007
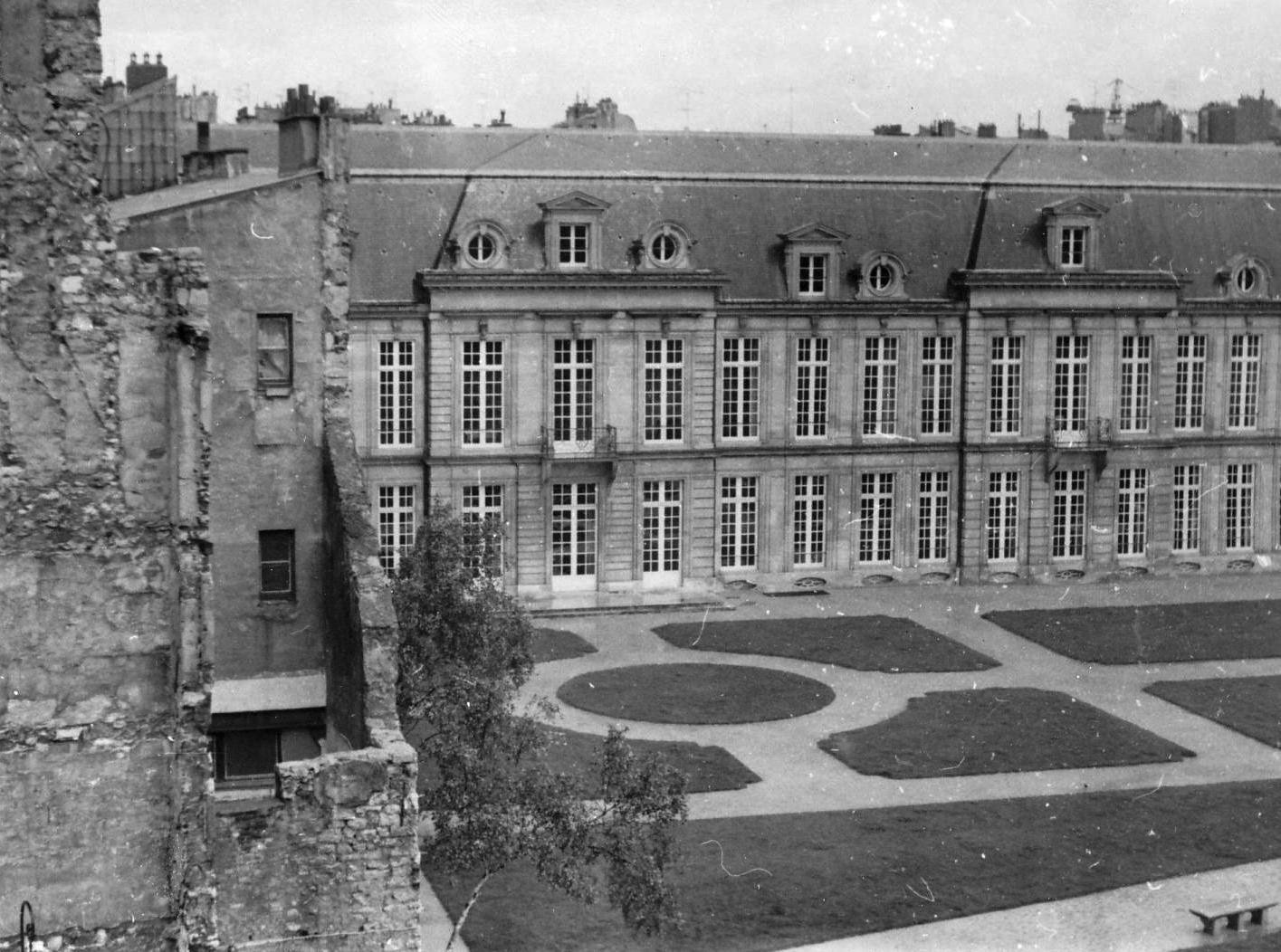
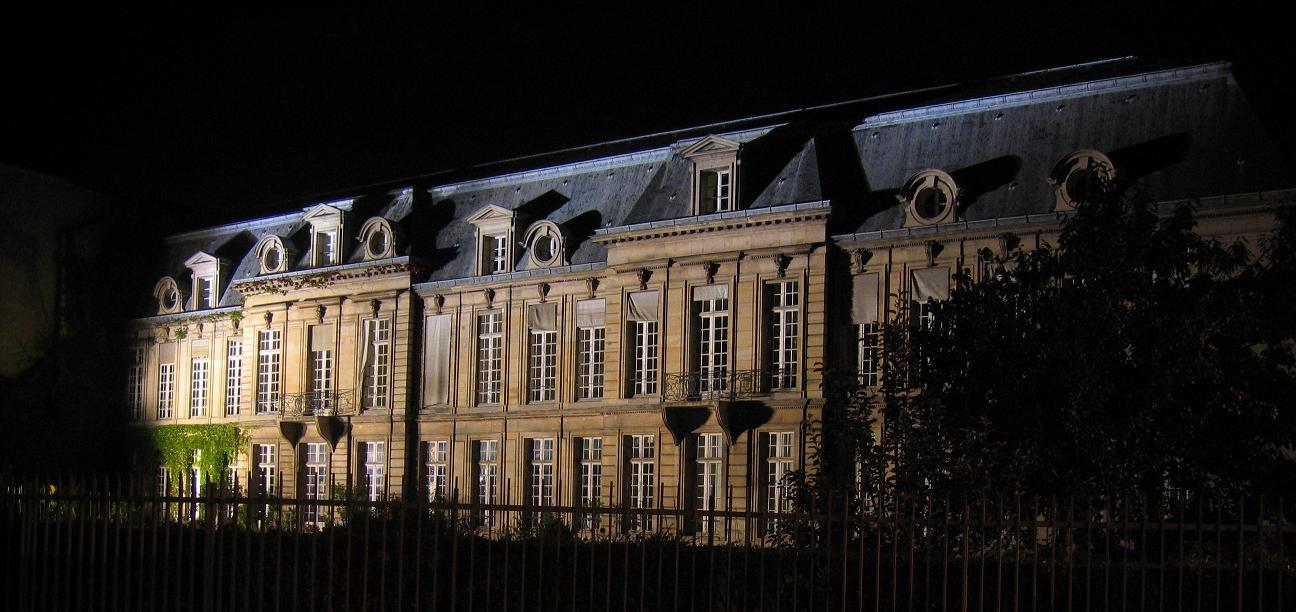

L'hôtel subit de nouvelles transformations lorsqu'il devient la propriété de la Pharmacie centrale de France en 1859 : le jardin disparaît alors sous toutes sortes de hangars, les salons lambrissés sont transformés en bureaux et magasins.
En 1899, il sert de magasins d'expédition des produits et de locaux administratif de la Pharmacie centrale de France.

### Depuis 1938
En 1938, l’hôtel d’Aumont est racheté par le département de la Seine qui le remet en état et obtient son classement en 1946 (cf. Base Mérimée). Consolidé par Michel Roux-Spitz, il a été restauré et agrandi en 1959 par Paul Tournon, membre de l'Institut, avec la collaboration de Jean-Pierre Jouve, architecte de la ville de Paris, et le concours de Jacques Dupont, inspecteur général des monuments historiques.
Le tribunal administratif de Paris s’y installe en 1959.
En 2003, on retrouve les restes de la reine Arégonde dans une armoire forte à l'hôtel d'Aumont, où Michel Fleury, en tant que vice-président de la Commission du Vieux Paris, avait disposé d'un bureau jusque dans les années 1970.

## Description

### Extérieur

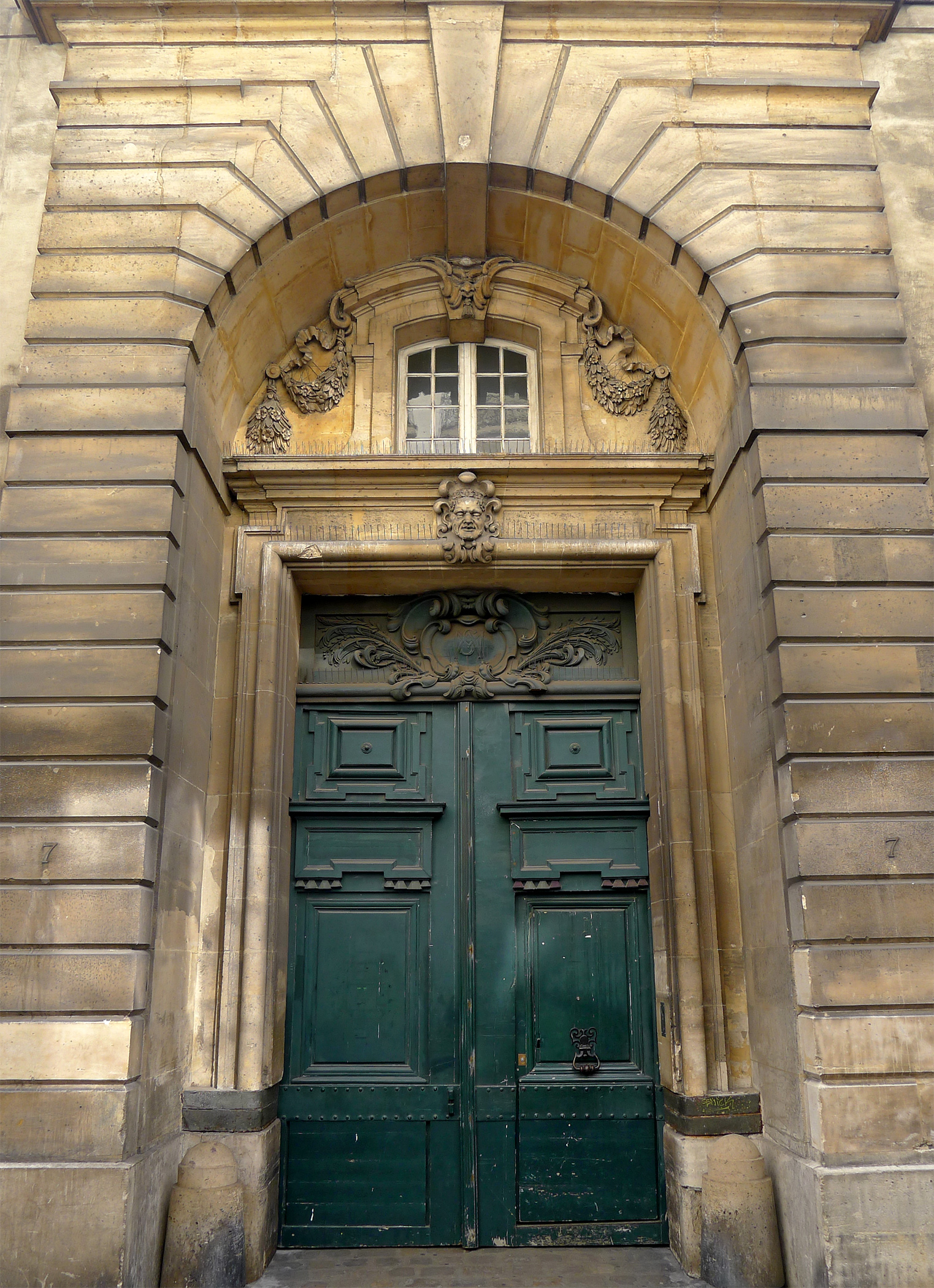
La porte d'entrée, côté rue de Jouy.
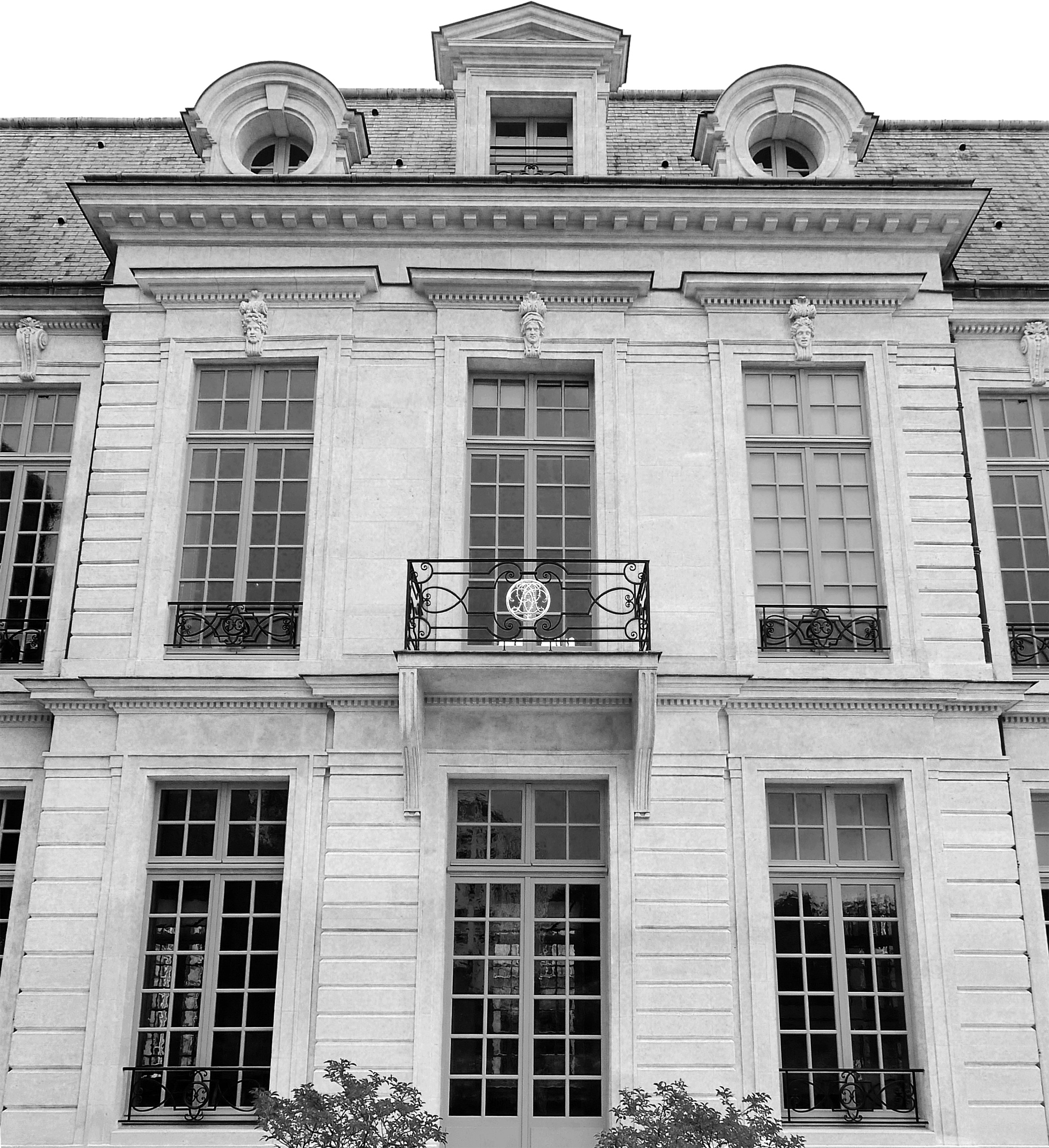
Détail de la façade sud.

### Intérieur

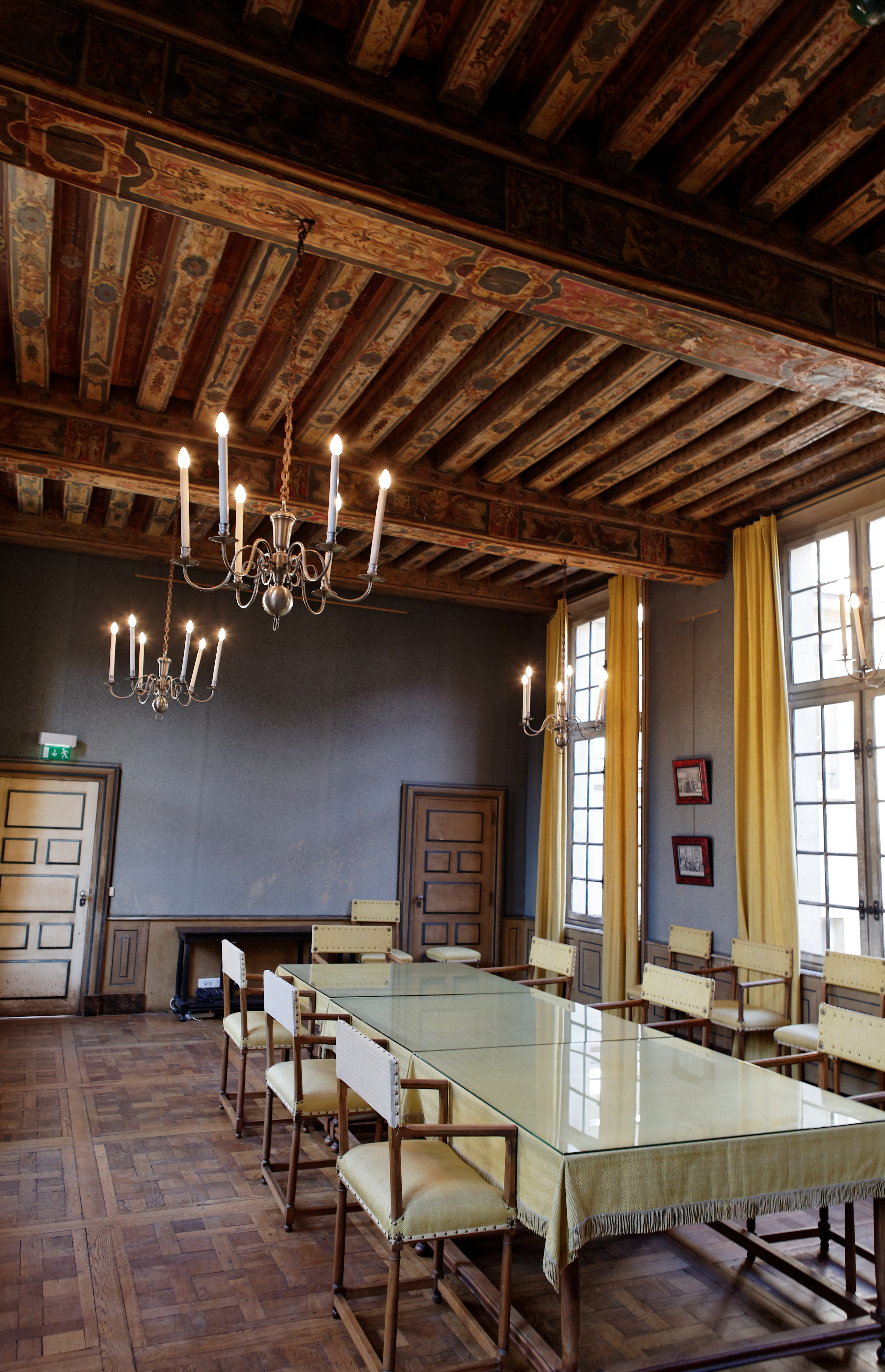
La salle aux Poutres.
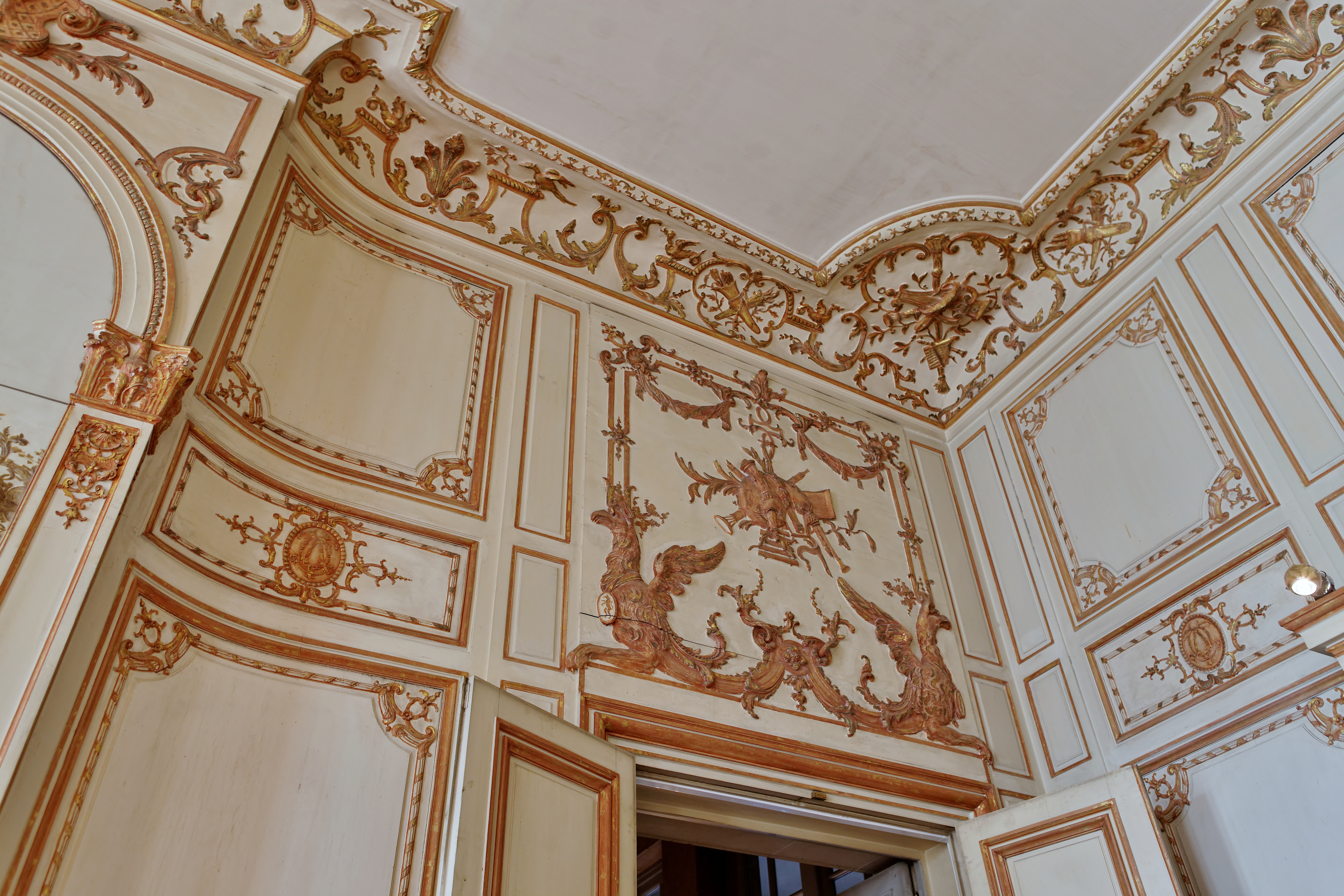
Le cabinet neuf.
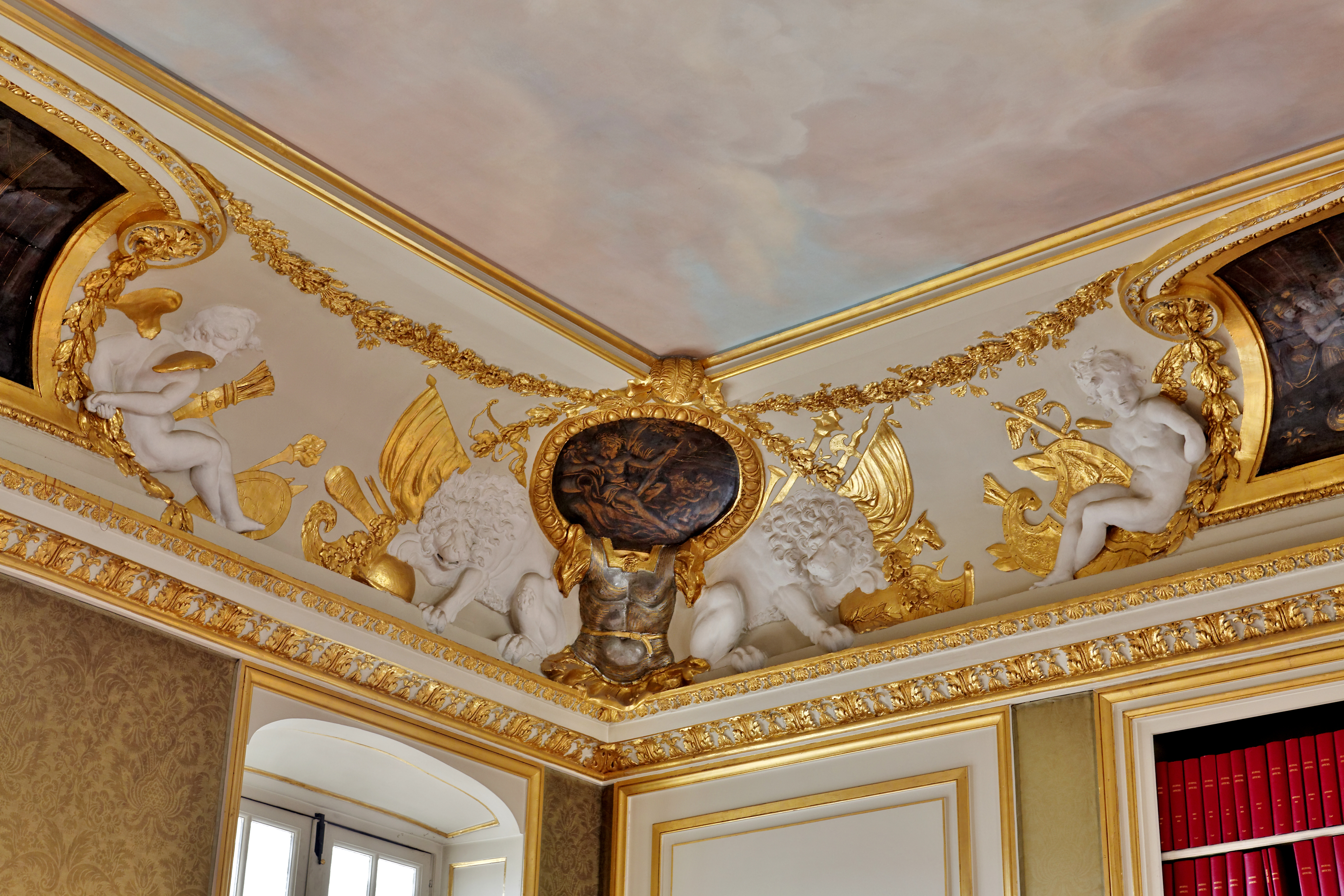
Le salon Le Brun.

Ce site est desservi par les stations de métro Pont Marie et Saint-Paul.